# Невиновный (роман)
«Невиновный» — первый документальный роман американского автора Джона Гришэма. 10 октября 2006 роман был опубликован в США издательством Doubleday. Сюжет романа содержит биографию бывшего спортсмена Рона Уильямсона, несправедливо приговорённого к смертной казни за преступление, которое он не совершал. Действие в основном происходит в городке Ада столице округа Понтонок штата Оклахома.

## Описание сюжета
Бывший профессиональный игрок в бейсбол, а ныне безработный психбольной Рон Уильямсон и его собутыльник учитель биологии Дэннис Фриц попадают под подозрение в изнасиловании и убийстве девушки Дебби Картер. Полицейские вынуждают Рона дать признание, самолюбивый прокурор Билл Питерсон на основании шатких косвенных улик, показаний тюремных стукачей и научно недостоверных результатов анализа сравнимости волос добивается осуждения обоих. Присяжные приговаривают Фрица к пожизненному заключению, а Уильямсона — к смертной казни.
Герои проводят за решёткой десять лет, вышестоящие суды отклоняют одну апелляцию за другой. Апелляция Уильямсона случайно попадает к федеральному судье Фрэнку Сэю. Работая добросовестно, команда Сэя полностью пересматривает дело, добровольцы проекта «Невиновность» способствуют проведению генетического анализа волос, спермы и крови преступников, после чего героев выпускают на свободу. (Таким образом, по состоянию на 29 ноября 2010 Уильямсон стал 78-м заключённым, освобождённым из камеры смертников с 1973 года. 22 сентября 1994 года ему оставалось всего лишь 5 дней до запланированной казни, но суд постановил приостановить исполнение приговора, согласно петиции habeas corpus).
Выявляется истинный преступник — Глен Гор (который и оговорил Уильямсона), в его отношении никогда не велось следствия, несмотря на то, что несколько свидетелей видели его с жертвой вечером перед убийством. В это время он уже отбывал 40-летний срок за грабёж и покушение на жизнь полицейского. 24 июня 2003 он был приговорён к смертной казни за убийство Дебби Картер, но его смертный приговор был отменён в августе 2005 года. 21 июля 2006 года в ходе второго суда судья Ландрит приговорил его к пожизненному заключению без права на освобождение. Уильямсон и Фриц получили полмиллиона долларов в качестве компенсации. В 2004 Уильямсон умер от цирроза печени. В 2006 году Фриц, получивший в тюрьме зачатки юридического образования, написал книгу «Journey toward Justice» (ISBN 1-931643-95-4).
Автор также рассматривает историю Томми Уорда и Карла Фонтено, осужденных за убийство исчезнувшей без вести девушки Дениз Харагуэй, но, в отличие от главных героев, у них почти нет шансов обрести свободу. Роберт Майер в 1987 году выпустил книгу об их судьбе под названием «Сны Ады».